# Johann Wilhelm von Krause

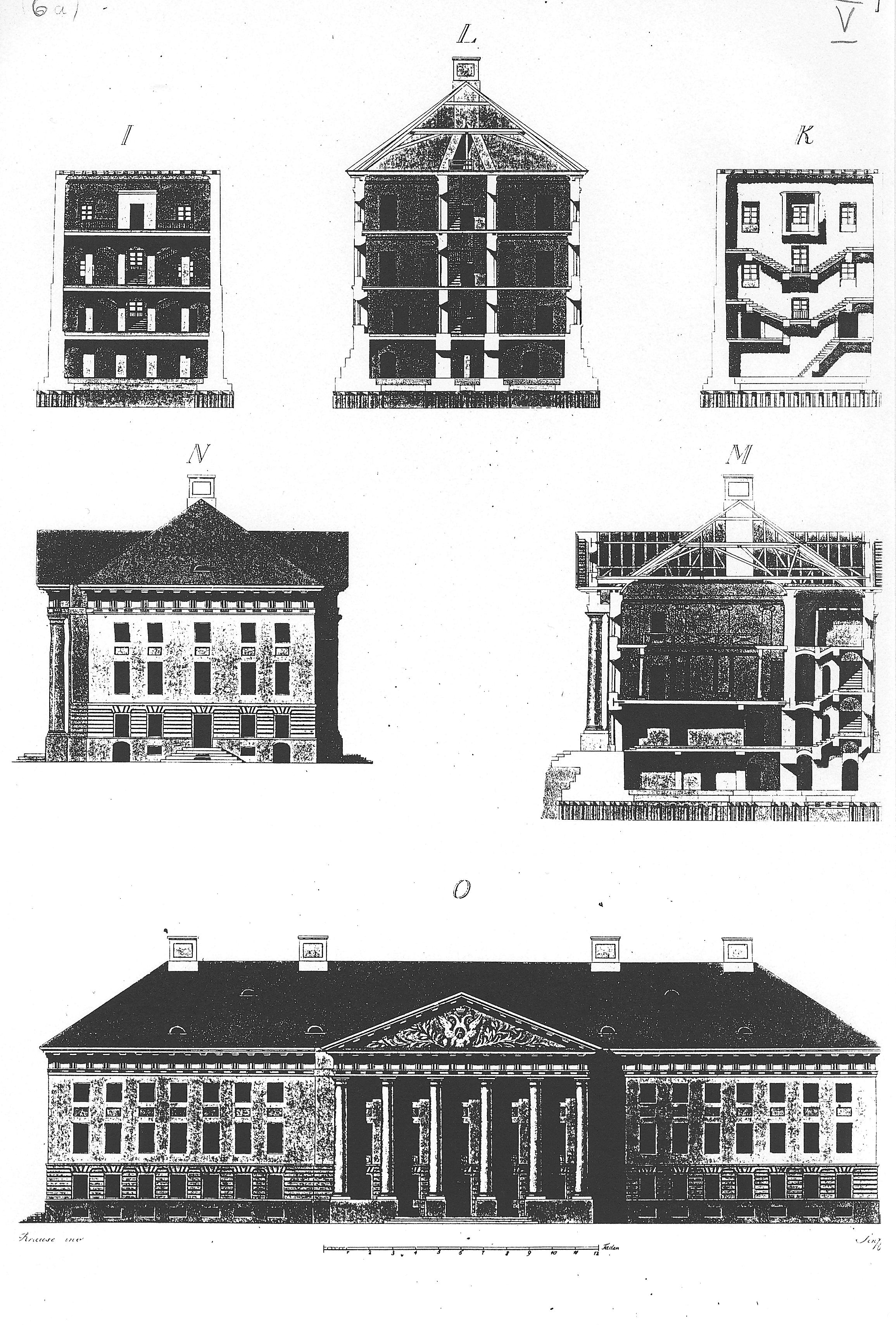
Ritningar över Dorpats universitet

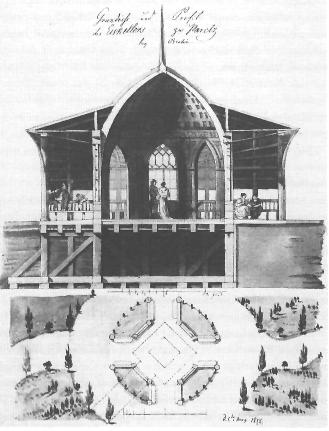
Ritningar över paviljong med iskällare

Johann Wilhelm von Krause, född 1 juli 1757 i Dittmannsdorf i Niederschlesien i Tyskland, död 22 augusti 1828 i Dorpat, Guvernementet Livland, Kejsardömet Ryssland, var en tysk hovman, arkitekt och professor.

## Levnad
Johann Wilhelm Krause härstammade från en protestantisk godsägarfamilj, som ursprungligen bodde i Böhmen och Mähren. Stamfadern hette Sigismund Krause (1722–1773) och var forstmästare på slottet Fürstenstein (numera Książ) nära Waldenburg. Han gick i byskolan i Dittmannsdorf och därefter på gymnasierna i Brieg och Zittau. Åren 1778–1781 studerade han teologi i Leipzig och 1781–1783 var han i militär tjänst och deltog på den engelska sidan i Nordamerikanska frihetskriget. År 1784 flyttade han till Livland, där han till 1796 var hovmästare, hos baronen Peter Delwig i Adsel-Neuhof, hos marskalken Gottfried Chr. von Kahlen i Seltinghof och hos greven August von Mellin i Kolzen. 
Mellan 1797 och 1805 skötte han sitt eget gods Kipsal vid nutida Krimulda, nära Sigulda i Lettland. År 1803 blev han doktor och professor i agronomi, teknik och arkitektur vid det återöppnade Dorpats universitet. Han blev 1809 adlad i Ryssland. 
Han gifte sig 1797 i Kolzen i Livland med Juliane von Hausenberg (1771–1843). Han adlades 1809.

## Verk
Under åren 1803–1823 ritade han ett antal byggnader för Dorpats universitet: Tartu universitetsbibliotek, Universitetssjukhuset, huvudbyggnaden för universitetet, Tartus gamla observatorium, Tartus gamla anatomiska teater och Palmhuset i Tartu universitets botaniska trädgård.